# Факторио
Факторио (на английски: Factorio) е стратегия в реално време, разработвана от фирмата „Убе софтуер“ (Wube Software). Пълната версия излиза на 14 август 2020 г.

## Сюжет
Кампанията проследява космонавт, изпратен на извънземна планета преди колонистите от Земята. Заедно с екипажа си, той е трябвало да издигне база със защитни ракетни установки, които да предпазват кацащите кораби. Не всичко се случва по план и героят корабокрушира на планетата. Поради тази причина, сега той трябва сам да извлече природните богатства, да създаде промишлена инфраструктура и да се изправи срещу местните обитатели.

## Игрален процес
Факторио е игра за събиране на ресурси с елементи на оцеляване и стратегия в реално време. Играчът трябва да оцелее, като междувременно събира ресурси, с които да изработи машини и апарати, които впоследствие позволяват създаването на по-усъвършенствани машини и технологии. В напреднал стадий на игра, играчът може да управлява автоматизиран завод за добиване, превозване, обработване и сглобяване на ресурси.